# تقاطع شیبویا
تقاطع شیبویا (به ژاپنی: (渋谷スクランブル交差点, Shibuya sukuranburu kōsaten) یک scramble crossing در شیبویا-کو، توکیو است. مجسمه هاچیکو، بین ایستگاه و «تقاطع محل ملاقات مشترک» قرار دارد و تقریباً همیشه شلوغ است. سه صفحه تلویزیون بزرگ نصب شده بر روی ساختمان‌های مجاور مشرف به تقاطع و همچنین دارای بسیاری از تابلوهای تبلیغاتی است. استارباکس مشرف به تقاطع نیز یکی از شلوغ‌ترین فروشگاه‌های جهان است. ترافیک سنگین و هجوم تبلیغات آن باعث شده‌است که آن را با تقاطع تایمز اسکوئر در شهر نیویورک و پیکدیلی سرکس در لندن مقایسه کنند. تقاطع شیبویا شلوغ‌ترین تقاطع عابر پیاده جهان است که هر بار حدود ۳۰۰۰ نفر از آن عبور می‌کنند.